# Высоково (Князевский сельский округ)
Высоково — деревня в Пошехонском районе Ярославской области России. Входит в состав Пригородного сельского поселения.

## География
Деревня находится в северной части области, в подзоне южной тайги, к северу от реки Согожи, на расстоянии примерно 1 километра (по прямой) к северо-востоку от города Пошехонье, административного центра района.

### Климат
Климат характеризуется как умеренно континентальный, с продолжительной холодной зимой и коротким умеренно тёплым летом. Среднегодовая температура воздуха — +2,9…+3,5 °C. Годовое количество атмосферных осадков — 500—750 миллиметров, из которых большая часть выпадает в тёплый период. Преобладающее направление ветра юго-западное.

### Часовой пояс
Высоково, как и вся Ярославская область, находится в часовой зоне МСК (московское время). Смещение применяемого времени относительно UTC составляет +3:00.

## Население
| 2007 | 2010 |
| ---- | ---- |
| 27   | ↘0   |

### Национальный состав
Согласно результатам переписи 2002 года, в национальной структуре населения русские составляли 100 % из 41 человека.

## Общественный транспорт
Высоково обслуживается городским автобусным маршрутом № 1 Ясная Поляна — Высоково (через Пошехонье), пригородными маршрутами №№ 105 Пошехонье — Андрюшино, 112 Пошехонье — Ларионово, 120 Пошехонье — Спас.